# Ley francesa del 29 de diciembre de 1915

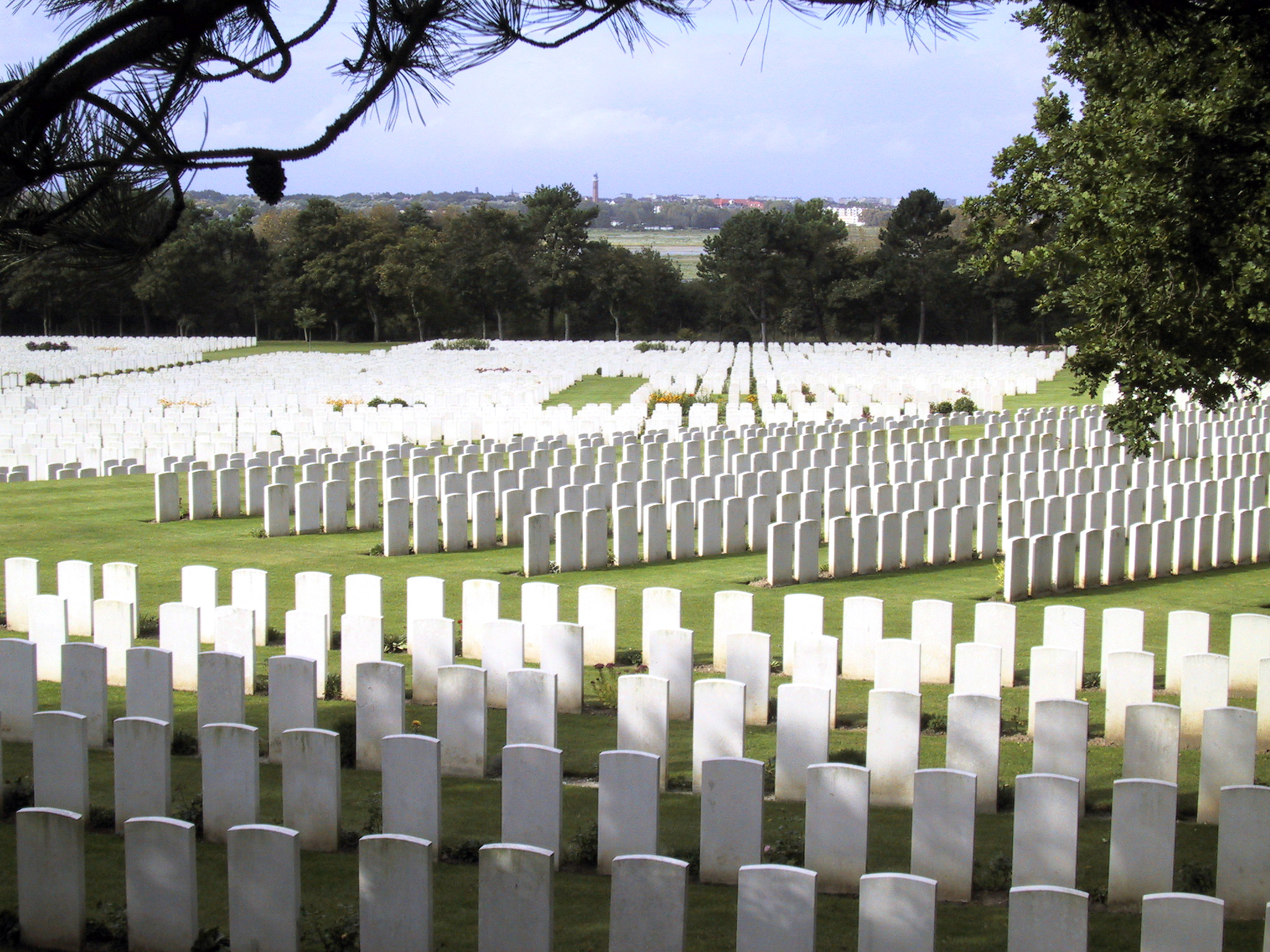
El cementerio militar Étaples, ubicado en el norte de Francia cerca del sitio de varios hospitales militares aliados, contiene más de 10,000 entierros de la Primera Guerra Mundial, el más antiguo data de mayo de 1915.

La ley francesa del 29 de diciembre de 1915 otorgó al gobierno el derecho de adquirir terrenos a perpetuidad para los cementerios de los soldados de los Aliados que murieron en la Primera Guerra Mundial. También otorgó el derecho a los soldados franceses a tener tumbas individuales y permitió que los cementerios británicos temporales permanecieran en su lugar como un «lugar de descanso perpetuo». Se convirtió en un modelo para el tratamiento de las muertes aliadas en teatros de operaciones en otras partes de la guerra.

## Antecedentes
Desde el comienzo de la Primera Guerra Mundial en agosto de 1914, el Ejército Británico había enterrado a sus víctimas mortales en cementerios civiles cercanos a los campos de batalla del frente occidental. En 1915 se dio cuenta de que esto no era sostenible ya que los cementerios existentes estaban siendo abrumados por la cantidad de entierros. Fabian Ware, que sirvió en el frente con la Cruz Roja Británica, se interesó por el asunto y desde la primavera de 1915 habló con representantes del gobierno francés para discutir una solución a largo plazo para los entierros militares. Ware, que hablaba francés con fluidez, abogó por la provisión de cementerios permanentes en Francia para los entierros militares británicos. El caso de Ware fue asumido por el Ayudante General de la Fuerza Expedicionaria Británica, Sir Nevil Macready, quien solicitó formalmente el derecho a comprar terrenos para este propósito.

## Ley

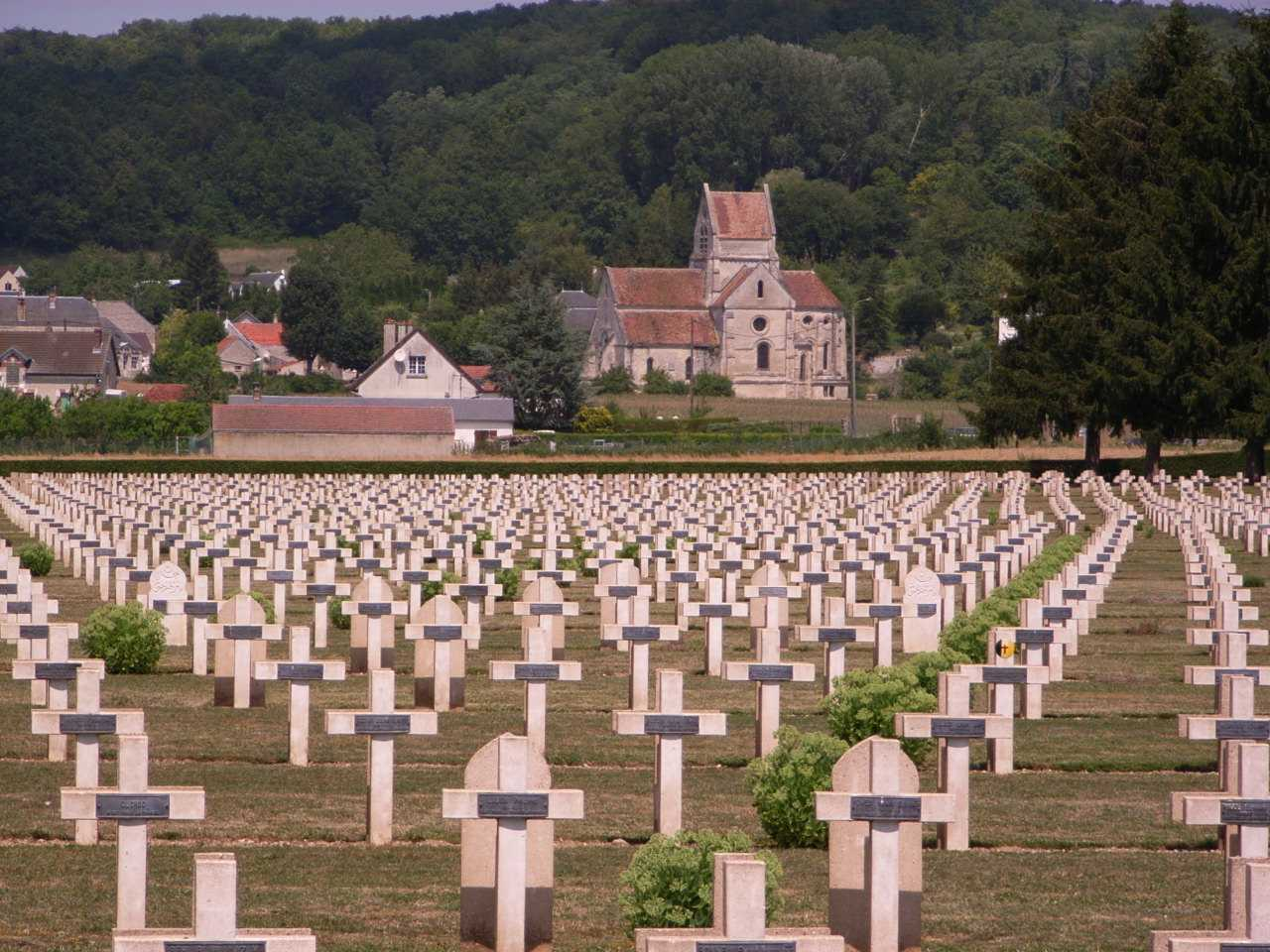
Tumbas de guerra francesas cerca del Camino de las Damas, Aisne.

Hubo cierta oposición política en Francia a permitir que los gobiernos extranjeros compraran grandes extensiones de tierra. En cambio, el gobierno francés decidió adquirir la tierra por sí mismo y ponerla a disposición de gobiernos extranjeros.
La ley creó un procedimiento de expropiación simplificado para la adquisición de terrenos para cementerios. Esto debía ser implementado por los prefectos cuando las municipalidades locales no podían otorgar tierras o comprarlas mediante negociación. Un área de 3 metros cuadrados por tumba estaba permitido. Un borrador inicial de la ley permitía la adquisición por dominio eminente solo cuando los cementerios civiles existentes eran insuficientes, pero la versión final lo permitía en cualquier circunstancia. Además, la ley designó los cementerios de guerra temporales que desde entonces habían sido establecidos por el ejército británico como «el obsequio gratuito del pueblo francés como lugar de descanso perpetuo de quienes yacen allí».
Además de prever soldados extranjeros, la ley también cambió la forma en que se trataban las muertes francesas. La ley establecía que «cualquier soldado que haya muerto por Francia tiene derecho a una tumba a perpetuidad a expensas del Estado». Otorgó por primera vez el derecho a los soldados franceses a tener, cuando sea posible, una tumba individual y marcada; Anteriormente se habían permitido fosas comunes. La ley también detuvo la práctica de exhumar cuerpos franceses del frente y llevarlos a otras partes del país para enterrarlos; ahora serían enterrados cerca de donde habían muerto.
La ley fue aprobada en ambas cámaras del Parlamento francés el 29 de diciembre de 1915.

## Impacto
La ley se convirtió en un modelo para las leyes en otros países en los que operaban los Aliados. Se hicieron arreglos similares para el entierro de las bajas aliadas en Bélgica, Italia, Grecia, Palestina, Irak, Egipto, Alemania y Turquía. El Ministerio de Guerra francés utilizó la ley para reemplazar las fosas comunes existentes con entierros individuales y para concentrar los entierros dispersos en cementerios militares designados. Este trabajo comenzó tan pronto como se aprobó la ley, pero fue interrumpido por la ofensiva alemana de primavera en 1918. Después del final de la guerra, la recién formada Office des Sépultures Militaires utilizó la ley para completar el trabajo.
En 1917, la Comisión Imperial de Tumbas de Guerra del Imperio británico (IWGC), bajo Ware, se convirtió en una asociación régulièrement constituée según lo definido por la ley del 29 de diciembre de 1915 y actuó como representante de las fuerzas armadas del Imperio británico para fines de tumbas de guerra. El IWGC asumió esta función del Comité Nacional para el Cuidado de las Tumbas de los Soldados de Eduardo, príncipe de Gales, establecido en enero de 1916. El IWGC, que ahora es la Comisión de Tumbas de Guerra de la Mancomunidad, continúa manteniendo los cementerios del Imperio británico de la Primera y Segunda Guerra Mundial en Francia y en otros lugares.